# مارموست سرسفید
مارموست سرسفید (نام علمی: Callithrix geoffroyi) نام یک گونه از سرده مارموست است.